# Black Mountain Tower

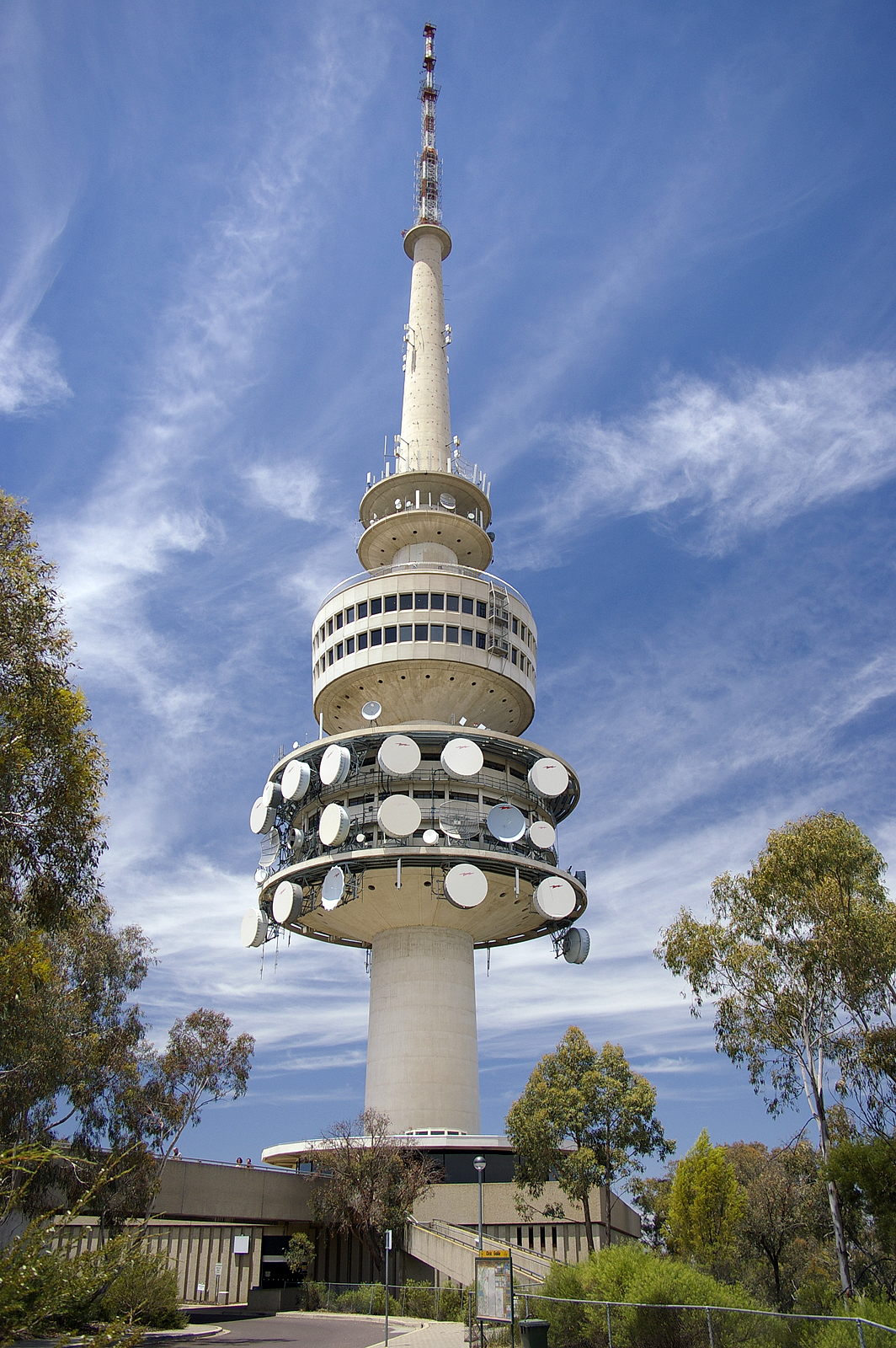
Black Mountain Tower

A Black Mountain Tower ou Telstra Tower é uma torre de comunicações de Camberra, Austrália, erguida sobre o pico de Black Mountain. Com 195 metros de altura é uma das torres mais altas do país, além de ponto turístico da cidade. 

## História
Em 1970, o Ministro de Comunicações da Austrália entrou em contato com a Comunidade das Nações sobre a construção de uma torre na capital australiana para impulsionar a comunicação e substituir a estação de micro-ondas no subúrbio Red Hill. O design da torre seria de responsabilidade do Departamento de Habitação e Construção, mas houve um conflito com a comissão responsável pelo projeto de Camberra. Este era só o primeiro de outros problemas.
A aprovação do projeto resultou na revolta de alguns ativistas ambientais, que protestaram em favor da conservação da região em que seria construída a torre. 

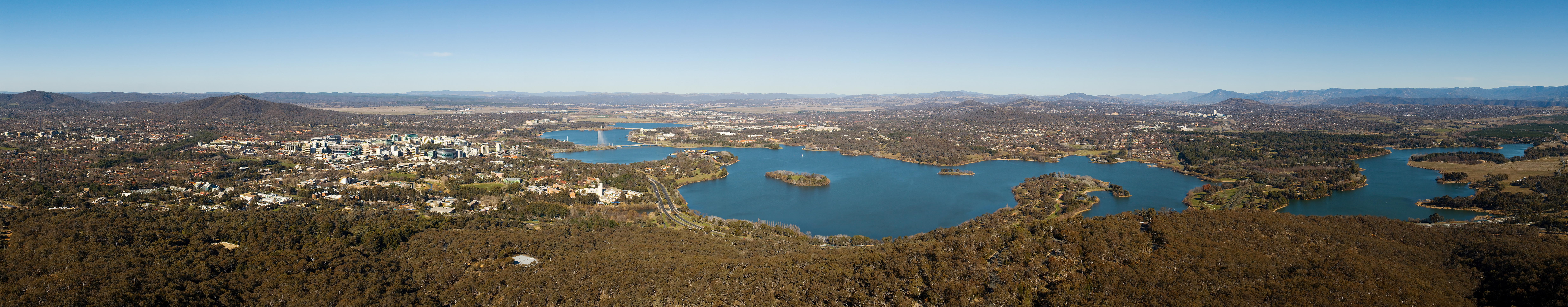
Vista panorâmica de Canberra e Nova Gales do Sul distante, conforme visto da torre.

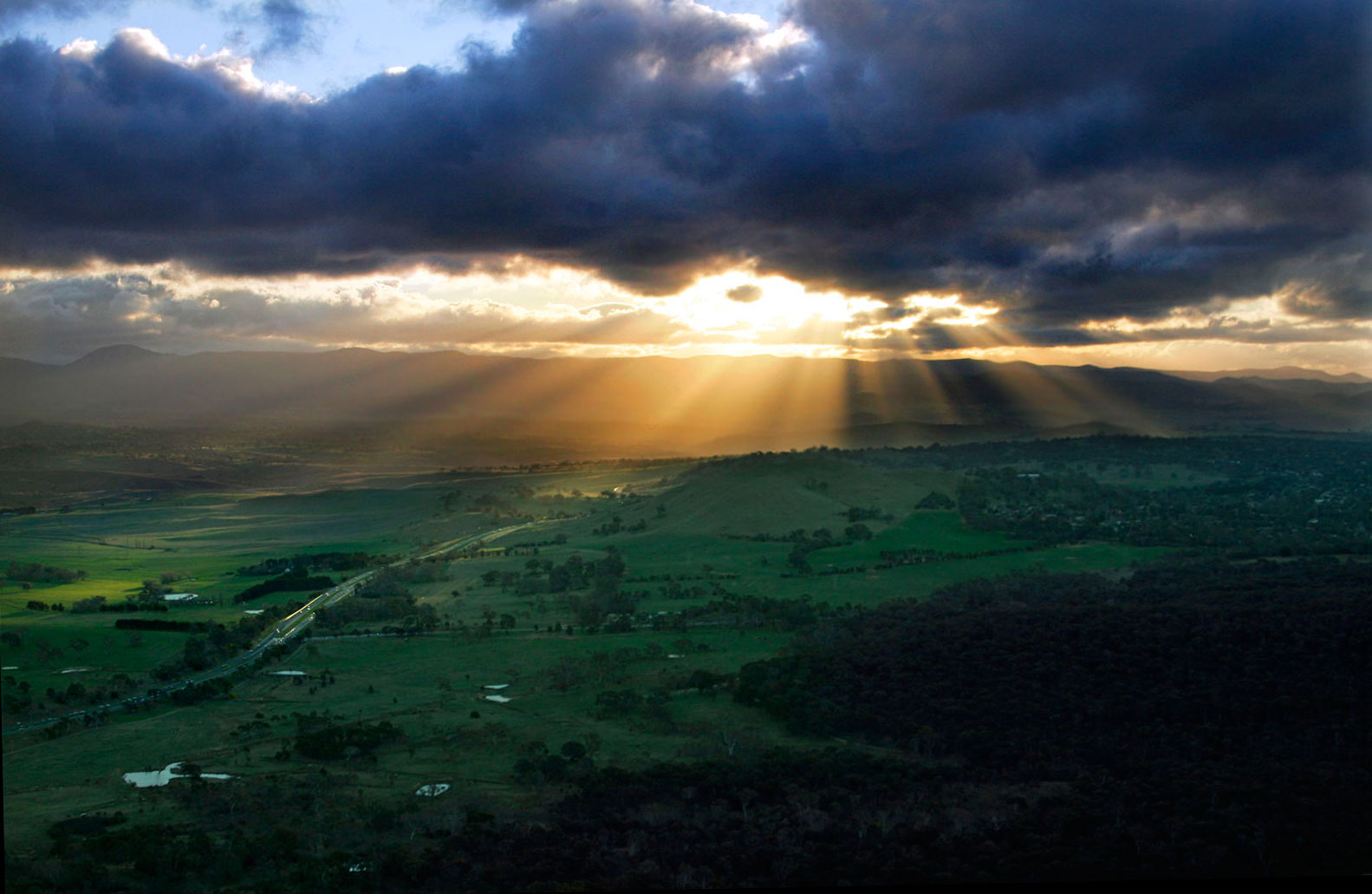
Raios crepusculares noturnos vistos de Black Mountain Tower.